# Resultados do Carnaval do Rio de Janeiro em 1987
Nesta página estão listados os resultados dos concursos de escolas de samba, blocos de empolgação, blocos de enredo, coretos, frevos carnavalescos, ranchos carnavalescos e sociedades carnavalescas do carnaval do Rio de Janeiro do ano de 1987. Os desfiles foram realizados entre os dias 27 de fevereiro e 3 de março de 1987.
Estação Primeira de Mangueira foi a campeã do Grupo 1, conquistando seu décimo sexto título de campeã do carnaval com um desfile em homenagem ao poeta Carlos Drummond de Andrade. O enredo "No Reino das Palavras, Carlos Drummond de Andrade" foi desenvolvido pelo carnavalesco Júlio Mattos, que conquistou seu quinto título na elite do carnaval. A vitória da Mangueira foi uma surpresa, já que a escola não era apontada entre as favoritas. A agremiação chegou a receber vaias no desfile das campeãs. Mocidade Independente de Padre Miguel ficou com o vice-campeonato por um ponto de diferença para a campeã. A escola realizou um desfile sobre a "Tupinicópolis", uma fictícia metrópole formada por indígenas. Últimas colocadas, Unidos do Jacarezinho e Império da Tijuca foram rebaixadas para a segunda divisão. Através de contrato com a Prefeitura do Rio de Janeiro, a LIESA conseguiu aumentar sua participação na receita dos desfiles, passando a receber 33% das verbas referente aos ingressos vendidos, 50% de toda a comercialização realizada no interior do Sambódromo, e 100% dos direitos de transmissão pelas emissores de televisão. Também assumiu o comando da Comissão Organizadora do Corpo de Jurados, fazendo diversas modificações na forma de julgamento.
Com um desfile crítico ao Plano Cruzado, a Unidos da Tijuca foi campeã do Grupo 2, sendo promovida à primeira divisão junto à vice-campeã, Tradição. Paraíso do Tuiuti venceu o Grupo 3 com um desfile assinado pelo carnavalesco Júlio Mattos, que conquistou seu segundo título no ano. Mocidade Unida de Jacarepaguá ganhou o Grupo 4 homenageando o compositor Cartola.
Independente do Morro do Pinto, Eles que Digam, Turma do Balão, e Mocidade da Pavuna venceram os grupos dos blocos de empolgação. Alegria de Copacabana, Unidos da Villa Rica, Unidos de São Cristóvão, Corações Unidos de Bonsucesso, Cem de Nilópolis, Arrastão de São João, Unidos do Parque Felicidade, União da Ilha de Guaratiba, Gaviões de Jacarepaguá, Alegria das Crianças, Tubarão, e Unidos de Sepetiba foram os campeões dos grupos de blocos de enredo. Bola de Ouro ganhou a disputa de frevos. Azulões da Torre foi o campeão dos ranchos. Clube dos Independentes venceu o concurso das grandes sociedades. No concurso de coretos, venceu o da Rua Guilherme da Silveira, em Bangu.

## Escolas de samba

### Grupo 1
A primeira divisão do carnaval carioca foi renomeada de Grupo 1-A para Grupo 1. O desfile foi organizado pela Liga Independente das Escolas de Samba do Rio de Janeiro (LIESA) e realizado no Sambódromo da Marquês de Sapucaí, a partir das 20 horas e 30 minutos dos dias 1 e 2 de março de 1987.
Ordem dos desfiles
A primeira noite de desfiles foi aberta pela campeã do Grupo 1-B do ano anterior, Unidos do Jacarezinho. A segunda noite de desfiles foi aberta pela vice-campeã do Grupo 1-B do ano anterior, São Clemente.
| Domingo (01/03/1987) | Segunda-feira (02/03/1987) |

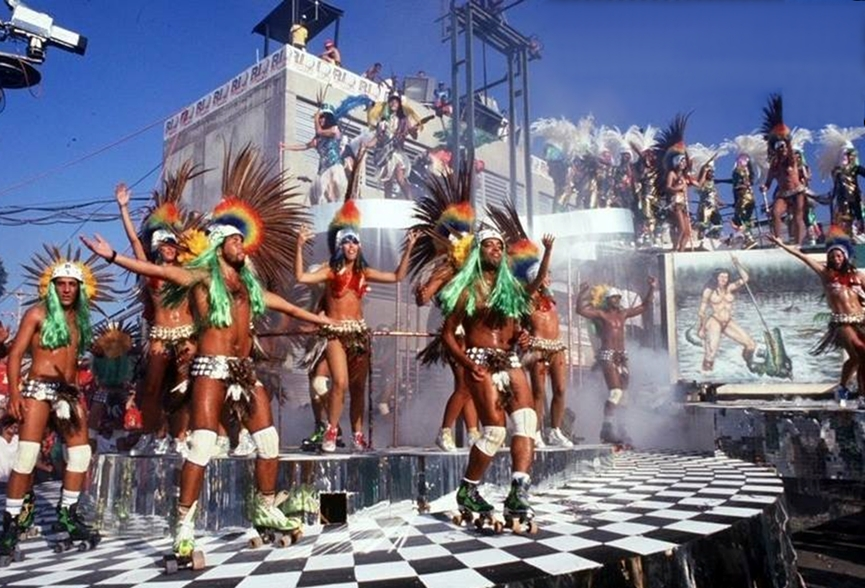
Desfile da Mocidade Independente em 1987. Com o histórico enredo "Tupinicópolis", a escola foi vice-campeã do Grupo Especial.

| 1. Unidos do Jacarezinho 2. Império da Tijuca 3. Estácio de Sá 4. Caprichosos de Pilares 5. Acadêmicos do Salgueiro 6. Beija-Flor 7. Imperatriz Leopoldinense 8. Estação Primeira de Mangueira | 1. São Clemente 2. Unidos da Ponte 3. Unidos do Cabuçu 4. Império Serrano 5. Unidos de Vila Isabel 6. União da Ilha do Governador 7. Portela 8. Mocidade Independente de Padre Miguel |

Quesitos e julgadores
Pela primeira vez, a LIESA assumiu a Comissão Organizadora do Corpo de Jurados, antes atribuída à Riotur. Hiram Araújo, Haroldo Bonifácio e Ari Araújo foram os responsáveis pela Comissão e pela elaboração do Manual do Julgador (regimento com todas as normas de julgamento do desfile). Também fizeram uma lista com nomes para integrar o júri do concurso. Dos nomes pré-selecionados, apenas o ator e diretor Anselmo Vasconcelos, que julgaria o quesito Conjunto, foi vetado pelas escolas Imperatriz Leopoldinense, Império Serrano, Mangueira e Portela. Anselmo dirigiu uma peça em que atuava Anderson Muller, o filho de Anísio Abraão David, presidente da LIESA e patrono da Beija-Flor. Além disso, cenários da peça foram confeccionados no barracão da escola de Nilópolis. Alegando que a proximidade do ator com a Beija-Flor levantaria suspeitas sobre sua avaliação, a LIESA decidiu cortá-lo do júri. Magoado com o veto à Anselmo e com as suspeitas de seu envolvimento com a Beija-Flor, Anísio se licenciou do cargo de presidente da Liga, deflagrando uma crise na entidade.
A quantidade de jurados dobrou para quatro por cada quesito, ante dois do ano anterior. Visando evitar avaliações rigorosas ou muito generosas, também ficou decidido que a maior e a menor nota de cada escola, em cada quesito, seriam descartadas. As escolas foram avaliadas em dez quesitos com notas de cinco a dez. Não houve critério para desempate, o que fez com que várias escolas ficassem empatadas.
| Quesitos | Quesitos                     | Julgador 1            | Julgador 2       | Julgador 3             | Julgador 4        |
| -------- | ---------------------------- | --------------------- | ---------------- | ---------------------- | ----------------- |
|          | Bateria                      | Marco Antônio Lavigne | Djalma Corrêa    | João de Aquino         | Wagner Tiso       |
|          | Samba-Enredo                 | Guilherme de Brito    | Chico Júnior     | Aluízio Alves          | Moacir Andrade    |
|          | Harmonia                     | Telma Costa           | Luiz Gazaneo     | Alfredo Brito          | Alexandre Cardoso |
|          | Evolução                     | José da Paixão        | Januário Garcia  | Labanca                | João das Neves    |
|          | Conjunto                     | Eduardo Coutinho      | Marina Montini   | Ítala Nandi            | Miguel Falabella  |
|          | Enredo                       | Ivone Maggi           | Cláudio Pinheiro | Muniz Sodré            | Márcio Souza      |
|          | Fantasias                    | Ferdy Carneiro        | Analu Prestes    | Bizza Viana            | Marília Vale      |
|          | Comissão de Frente           | João Baptista Vargens | Regina Braga     | Nelson Rodrigues Filho | Souza Dantas      |
|          | Mestre-Sala e Porta-Bandeira | Emanuel Brasil        | Carlota Portella | Pedro Cardoso          | Procópio Mariano  |
|          | Alegorias e Adereços         | Marília Kranz         | Amélia Zaluar    | João Serran            | Rubens Guerschman |

#### Classificação

O carnavalesco Júlio Mattos, que conquistou seu quinto título no carnaval.

A Mangueira foi campeã, conquistando seu décimo sexto título no carnaval do Rio de Janeiro. A escola também venceu no ano anterior. A Mangueira encerrou a primeira noite do Grupo 1 com um desfile em homenagem ao poeta Carlos Drummond de Andrade. O enredo "No Reino das Palavras, Carlos Drummond de Andrade" foi desenvolvido pelo carnavalesco Júlio Mattos, que conquistou seu quinto título na elite do carnaval. Um dos destaques do desfile foi a comissão de frente, formada por compositores como Chico Buarque, Carlos Cachaça, Nelson Sargento, Hermínio Bello de Carvalho e João Nogueira. Com 84 anos de idade, Drummond foi impedido por seus médicos de desfilar, vindo a falecer meses depois do carnaval, em 17 de agosto de 1987. A escola recebeu apenas quatro notas abaixo da máxima (10), sendo que três foram descartadas. A vitória da Mangueira foi recebida com surpresa por seus torcedores, uma vez que a escola não era apontada entre as favoritas. A quadra da agremiação encontrava-se vazia durante a apuração do resultado.
Mocidade Independente de Padre Miguel foi a vice-campeã com um ponto de diferença para a Mangueira. A escola apresentou um desfile em que idealizava uma metrópole indígena, incorporando paisagens e características do cotidiano urbano aos costumes e termos dos índios, sendo saudada pelo público com gritos de "já ganhou!". O enredo "Tupinicópolis" foi assinado pelo carnavalesco Fernando Pinto, que morreria em novembro do mesmo ano. Império Serrano e Portela empataram em terceiro lugar com 221 pontos. O Império apresentou um desfile sobre a história da comunicação e em homenagem ao apresentador Chacrinha, autor da frase que deu nome ao enredo. A Portela realizou uma apresentação inspirado no poema "Adelaide, a Pomba da Paz" do romancista Walmir Ayala. A obra narra a história de uma pomba que, perdida na floresta, descobria o significado da palavra 'amor' e se tornava a mensageira da paz. Beija-Flor e Estácio de Sá empataram em quarto lugar com 219 pontos. Vice-campeã nos dois carnavais anteriores, a Beija-Flor apresentou um desfile sobre o teatro. A Estácio realizou uma apresentação sobre o sapoti, fruto comestível utilizado na fabricação de gomas de mascar, entre outras coisas. O samba-enredo da escola, "O Tititi do Sapoti", fez grande sucesso, especialmente pelo refrão "Que tititi é esse / Que vem da Sapucaí / Tá que tá danado / Tá cheirando a sapoti". Salgueiro e Vila Isabel empataram em quinto lugar com 216 pontos. O Salgueiro apresentou um desfile com uma mensagem positiva de que o sonho é fundamental para se alcançar um futuro melhor. A Vila Isabel realizou uma apresentação sobre a criação das estações do ano de acordo com uma lenda indígena. A escola inovou ao apresentar um samba-enredo sem rimas, composto por Martinho da Vila.
Imperatriz Leopoldinense foi a sexta colocada prestando um tributo à cantora Dalva de Oliveira, morta em 1972. Foi o último desfile do carnavalesco Arlindo Rodrigues, que morreria no decorrer do mesmo ano. São Clemente e Unidos do Cabuçu empataram em sétimo lugar com 197 pontos. De volta ao Grupo 1, a São Clemente realizou um desfile com uma crítica social sobre menores abandonados. Unidos do Cabuçu homenageou o cantor Roberto Carlos, que desfilou na última alegoria da escola. Caprichosos de Pilares foi a oitava colocada com uma apresentação em que criticava as falsas promessas de políticos. Nona colocada, a União da Ilha realizou um desfile sobre a imprensa escrita. Unidos da Ponte ficou em décimo lugar com uma apresentação sobre saudosos sambistas e outras personalidades dos desfiles de escolas de samba já falecidos. Recém promovida ao Grupo 1 após vencer o Grupo 1-B no ano anterior, a Unidos do Jacarezinho foi rebaixada de volta para a segunda divisão. Penúltima colocada, a escola prestou um tributo ao cantor e compositor Lupicínio Rodrigues, morto em 1974. Última colocada, a Império da Tijuca também foi rebaixada para o Grupo 2. O enredo da escola, "Viva o Povo Brasileiro", foi baseado no poema homônimo do escritor João Ubaldo Ribeiro.
| Legenda: Desfile dos Campeões Rebaixadas para o Grupo 2 |

| Col. | Escola                                | Enredo                                                | Carnavalesco(a)                   | Pontos |
| ---- | ------------------------------------- | ----------------------------------------------------- | --------------------------------- | ------ |
| 1    | Estação Primeira de Mangueira         | No Reino das Palavras, Carlos Drummond de Andrade     | Júlio Mattos                      | 224    |
| 2    | Mocidade Independente de Padre Miguel | Tupinicópolis                                         | Fernando Pinto                    | 223    |
| 3    | Império Serrano                       | Com a Boca no Mundo, Quem não Se Comunica se Trumbica | Ney Ayan                          | 221    |
| 3    | Portela                               | Adelaide, a Pomba da Paz                              | Geraldo Cavalcante                | 221    |
| 4    | Beija-Flor                            | As Mágicas Luzes da Ribalta                           | Joãosinho Trinta                  | 219    |
| 4    | Estácio de Sá                         | O Tititi do Sapoti                                    | Rosa Magalhães e Lícia Lacerda    | 219    |
| 5    | Acadêmicos do Salgueiro               | E por que não?                                        | Renato Lage e Lilian Rabello      | 216    |
| 5    | Unidos de Vila Isabel                 | Raízes                                                | Max Lopes                         | 216    |
| 6    | Imperatriz Leopoldinense              | Estrela Dalva                                         | Arlindo Rodrigues                 | 203    |
| 7    | São Clemente                          | Capitães do Asfalto                                   | Carlinhos Andrade e Roberto Costa | 197    |
| 7    | Unidos do Cabuçu                      | Roberto Carlos na Cidade da Fantasia                  | Ilvamar Magalhães                 | 197    |
| 8    | Caprichosos de Pilares                | Ajoelhou Tem que Rezar... ou Eu Prometo               | Luiz Fernando Reis e Wany Araújo  | 196    |
| 9    | União da Ilha do Governador           | Extra! Extra!                                         | Alexandre Louzada                 | 190    |
| 10   | Unidos da Ponte                       | G.R.E.S. Saudade                                      | Orlando Pereira                   | 188    |
| 11   | Unidos do Jacarezinho                 | Lupicínio Rodrigues, a Dor de Cotovelo                | Flávio Tavares                    | 170    |
| 12   | Império da Tijuca                     | Viva o Povo Brasileiro                                | José Félix                        | 152    |

### Grupo 2
A segunda divisão do carnaval carioca foi renomeada de Grupo 1-B para Grupo 2. O desfile foi organizado pela Associação das Escolas de Samba da Cidade do Rio de Janeiro (AESCRJ) e realizado no Sambódromo da Marquês de Sapucaí entre as 22 horas de sexta-feira, dia 27 de fevereiro de 1987 e as 10 horas e 40 minutos do dia seguinte.
| Ordem dos desfiles |
| 1. Lins Imperial 2. Tradição 3. Acadêmicos do Engenho da Rainha 4. Unidos de Lucas 5. Arranco 6. Acadêmicos de Santa Cruz 7. Unidos da Tijuca 8. Em Cima da Hora 9. Independentes de Cordovil |

#### Classificação
Unidos da Tijuca foi a campeã, garantindo seu retorno à primeira divisão, de onde foi rebaixada no ano anterior. A escola recebeu gritos de "é campeã" do público nas arquibancadas, sendo apontada pela imprensa como favorita ao título. A Tijuca empatou em pontos totais com a Tradição, conquistando o título nos critérios de desempate. Em seu terceiro ano de existência, a Tradição conquistou o vice-campeonato e também foi promovida ao Grupo 1. A escola homenageou Natal, histórico ex-presidente da Portela, morto em 1975. Última colocada, a Em Cima da Hora foi rebaixada para a terceira divisão.
| Legenda: Promovidas ao Grupo 1 / Desfile dos Campeões Rebaixadas para o Grupo 3 * Sem informação disponível |

| Col. | Escola                          | Enredo                                              | Carnavalesco(a)                                                                                        | Pontos | Desempate      |
| ---- | ------------------------------- | --------------------------------------------------- | --- | ------ | -------------- |
| 1    | Unidos da Tijuca                | As Três Faces da Moeda                              | Silvio Cunha                                                                                           | 203    | Samba (20 pts) |
| 2    | Tradição                        | Sonhos de Natal                                     | Edmundo Braga, Lícia Lacerda, Maria Augusta, Paulino Espírito Santo, Rosa Magalhães e Viriato Ferreira | 203    | Samba (19 pts) |
| 3    | Unidos de Lucas                 | Olha que Coisa Mais Linda, Mais Cheia de Graça      | Luiz Orlando                                                                                           | 192    | -              |
| 4    | Acadêmicos de Santa Cruz        | Quem Espera Só Se Cansa                             | Luiz Fernando Reis                                                                                     | 184    | -              |
| 5    | Arranco                         | Tradição de Uma Raça                                | José Eugênio                                                                                           | 182    | -              |
| 6    | Acadêmicos do Engenho da Rainha | E o Rio Amanheceu Cantando                          | Edson Mendes, Ricardo Ayres e Paulo Kiba                                                               | 175    | -              |
| 7    | Independentes de Cordovil       | Amado, Jorge, Amante                                | * | 174    | -              |
| 8    | Lins Imperial                   | Tenda dos Milagres - Pedro Arcanjo, Ojuobá de Xangô | Cláudia Marques                                                                                        | 165    | -              |
| 9    | Em Cima da Hora                 | Kid Morangueira da Silva, o Embaixador dos Morros   | José Leonídio e Regina Celi                                                                            | 160    | -              |

### Grupo 3
A terceira divisão do carnaval carioca foi renomeada de Grupo 2-A para Grupo 3. O desfile foi organizado pela AESCRJ e realizado na Avenida Graça Aranha, entre as 22 horas do domingo, dia 1 de março de 1987, e as 12 horas do dia seguinte.
| Ordem dos desfiles |
| 1. Unidos de Cosmos 2. Grande Rio 3. Império do Marangá 4. Unidos de Padre Miguel 5. União de Vaz Lobo 6. Unidos de Bangu 7. Tupy de Brás de Pina 8. União de Jacarepaguá 9. Paraíso do Tuiuti 10. Arrastão de Cascadura 11. Unidos da Vila Santa Tereza 12. Unidos de Nilópolis |

#### Classificação
Paraíso do Tuiuti foi a campeã, garantindo seu retorno ao Grupo 2, de onde foi rebaixada em 1984. A escola realizou um desfile sobre o pagode. O enredo foi assinado pelo carnavalesco Júlio Mattos, que também foi campeão do Grupo 1 pela Mangueira. Vice-campeã por dois pontos de diferença para a Tuiuti, a Tupy de Brás de Pina também foi promovida ao Grupo 2, de onde estava afastada desde 1978. A Tupy homenageou a cantora Marlene, que participou do desfile. Últimas colocadas, Unidos da Vila Santa Tereza e Unidos de Cosmos foram rebaixadas para a quarta divisão.
| Legenda: Promovidas ao Grupo 2 Rebaixadas para o Grupo 4 * Sem informação disponível |

| Col. | Escola                      | Enredo                                                       | Carnavalesco(a)       | Pontos |
| ---- | --------------------------- | ------------------------------------------------------------ | --------------------- | ------ |
| 1    | Paraíso do Tuiuti           | Força Viva do Samba, Pagode                                  | Júlio Mattos          | 225    |
| 2    | Tupy de Brás de Pina        | Marlene, a Estrela Maior                                     | Jairo de Souza        | 223    |
| 3    | Império do Marangá          | Salve a Bahia de Carybé                                      | *                     | 212    |
| 4    | União de Vaz Lobo           | E Assim Surgiu a Terra                                       | Jorge Bithencourt     | 208    |
| 5    | Arrastão de Cascadura       | Dos Reinados ao Folclore, do Político às Artes: Quem Sou Eu? | Ademar Kein           | 206    |
| 6    | União de Jacarepaguá        | A Beleza e a Graça da Raça                                   | Gil Ricon             | 204    |
| 7    | Grande Rio                  | Flicts, Uma Cor à Procura de Sua Identidade                  | *                     | 202    |
| 8    | Unidos de Bangu             | Tem que Dar Certo                                            | Departamento Cultural | 193    |
| 9    | Unidos de Nilópolis         | Rio, Natureza e Boêmia                                       | *                     | 186    |
| 10   | Unidos de Padre Miguel      | Meu Irmão de Cor, Meu Irmão de É                             | *                     | 183    |
| 11   | Unidos da Vila Santa Tereza | Reminiscências Carnavalescas                                 | Adolfo Sodré          | 175    |
| 12   | Unidos de Cosmos            | Isso que É Viver                                             | *                     | 162    |

### Grupo 4
A quarta divisão do carnaval carioca foi renomeada de Grupo 2-B para Grupo 4. O desfile foi organizado pela AESCRJ e realizado na Avenida Graça Aranha, a partir das 23 horas e 30 minutos da segunda-feira, dia 2 de março de 1987. O desfile marcou a estreia da Leão de Nova Iguaçu e da Acadêmicos do Cubango e Unidos do Viradouro de Niterói na competição do Rio de Janeiro. No ano anterior, as três desfilaram como convidadas.
| Ordem dos desfiles |
| 1. Unidos da Zona Sul 2. Acadêmicos do Cachambi 3. União de Rocha Miranda 4. Acadêmicos do Cubango 5. Unidos do Viradouro 6. Unidos do Uraiti 7. Leão de Nova Iguaçu 8. Unidos de Manguinhos 9. Foliões de Botafogo 10. Mocidade Unida de Jacarepaguá 11. Sereno de Campo Grande (Não desfilou) |

#### Classificação
Mocidade Unida de Jacarepaguá foi a campeã, garantindo seu retorno ao Grupo 3, de onde foi rebaixada em 1985. A escola prestou um tributo ao compositor Cartola, morto em 1980. Vice-campeã por um ponto de diferença para a Mocidade, a Acadêmicos do Cubango também foi promovida ao Grupo 3. Última colocada, Unidos da Zona Sul foi suspensa de desfilar no ano seguinte. Sereno de Campo Grande não se apresentou para o desfile e também foi suspensa por um ano.
| Legenda: Promovidas ao Grupo 3 Escolas suspensas * Sem informação disponível |

| Col.                                  | Escola                        | Enredo                                     | Carnavalesco(a)                                       | Pontos |
| ------------------------------------- | ----------------------------- | ------------------------------------------ | ----------------------------------------------------- | ------ |
| 1                                     | Mocidade Unida de Jacarepaguá | Cartola, Uma Estrela no Céu                | Antônio Carbonelli, Gibi, Agnaldo e Wanderley Caramba | 220    |
| 2                                     | Acadêmicos do Cubango         | O Encantamento de Soboadan                 | Paulo Roberto da Costa e Paulo Flores                 | 219    |
| 3                                     | Leão de Nova Iguaçu           | Oba, oba, Ziriguidum Skindô                | Ivan Carneiro                                         | 218    |
| 4                                     | União de Rocha Miranda        | Natal, Vulto de Notável Mérito             | José Eugênio                                          | 209    |
| 5                                     | Unidos do Viradouro           | Na Boca e na Ponta da Língua... É Carnaval | Rodney Lucas                                          | 206    |
| 6                                     | Unidos de Manguinhos          | Apesar de Você                             | *                                                     | 190    |
| 7                                     | Acadêmicos do Cachambi        | Este Rio que Eu Amo                        | *                                                     | 180    |
| 8                                     | Unidos do Uraiti              | Samba, Sinfonia de Uma Raça                | *                                                     | 172    |
| 9                                     | Foliões de Botafogo           | Bahia, Terra Mágica dos Batuques e Orixás  | Jorge Fontoura                                        | 168    |
| 10                                    | Unidos da Zona Sul            | Kid Morengueira, o Moreira da Silva        | *                                                     | 168    |
| Sereno de Campo Grande (Não desfilou) |                               |                                            |                                                       |        |

## Blocos de empolgação
Os desfiles dos blocos de empolgação foram organizados pela Federação dos Blocos Carnavalescos do Estado do Rio de Janeiro (FBCERJ).

### Grupo A-1
Independente do Morro do Pinto foi o campeão.
| Col. | Bloco                          |
| ---- | ------------------------------ |
| 1    | Independente do Morro do Pinto |
| 2    | Sineta do Engenho Novo         |
| 3    | Alegria da Capelinha           |
| 4    | Grilo de Bangu                 |
| 5    | Pena Vermelha de Madureira     |
| 6    | Mocidade da Mallet             |
| 7    | Balanço da Mangueira           |
| 8    | Caracol de Copacabana          |
| 9    | Paz e Harmonia                 |
| 10   | Fala Meu Louro                 |

### Grupo A-2
Eles que Digam foi o campeão.
| Col. | Bloco                             |
| ---- | --------------------------------- |
| 1    | Eles que Digam                    |
| 2    | Unidos da Lapa                    |
| 3    | Bacanas da Piedade                |
| 4    | Unidos de Oswaldo Cruz            |
| 5    | O Feitiço É Nosso                 |
| 6    | Escovão da Riachuello             |
| 7    | Magnatas de Engenheiro Pedreira   |
| 8    | Mocidade Unida de Marechal Hermes |
| 9    | Beco do Sorriso                   |
| 10   | Razão de Viver                    |

### Grupo A-3
Turma do Balão foi o campeão.
| Col. | Bloco                               |
| ---- | ----------------------------------- |
| 1    | Turma do Balão                      |
| 2    | Tigre de Bonsucesso                 |
| 3    | Unidos da Gregório de Vigário Geral |
| 4    | Furão de Olaria                     |
| 5    | Nasceu Mais                         |
| 6    | Xodó de Oswaldo Cruz                |
| 7    | Unidos de Botafogo                  |
| 8    | Chega Mais do Caju                  |
| 9    | Chuchu Beleza de Irajá              |
| 10   | Avante de Guadalupe                 |

### Grupo A-4
Mocidade da Pavuna foi o campeão.
| Col. | Bloco                          |
| ---- | ------------------------------ |
| 1    | Mocidade da Pavuna             |
| 2    | Caprichosos de Santa Margarida |
| 3    | Caciquinho de Inhoaíba         |
| 4    | Urubu Cheiroso                 |
| 5    | Amendoeira                     |
| 6    | Unidos do Coqueiro             |
| 7    | Onda Braba de Vista Alegre     |
| 8    | Pulo da Onça                   |
| 9    | Unidos da Vacaria              |
| 10   | Sufoco de Olaria               |

### Grupo A-5
O desfile do Grupo A-5 não foi realizado. Participariam do concurso os blocos: Unidos de Realengo; Unidos do Medanha; Leão de Realengo; Boca Nervosa; Vai Quem Quer; Bafo da Cobra; Trem da Alegria; Amores de Padre Miguel; Boêmios do Jabor; Xavantes do Tingui.

## Blocos de enredo
Os desfiles dos blocos de enredo foram organizados pela FBCERJ. A apuração dos resultados foi realizada na quinta-feira, dia 5 de março de 1987, no Maracanãzinho.

### Grupo 1-A
O desfile foi realizado no Sambódromo da Marquês de Sapucaí, a partir das 20 horas e 30 minutos do sábado, dia 28 de fevereiro de 1987.
Classificação
Alegria de Copacabana foi o campeão desfilando com um enredo sobre o Quilombo dos Palmares. Renato Lage e Lilian Rabelo foram os carnavalescos responsáveis pelo desfile. O bloco teve como patrono o contraventor Waldomiro Paes Garcia, o Maninho, que afirmou ter investido Cz$ 2 milhões no desfile.
| Legenda: Desfile dos Campeões |

| Col. | Bloco                                  | Enredo                                      |
| ---- | -------------------------------------- | ------------------------------------------- |
| 1    | Alegria de Copacabana                  | Palmarizando                                |
| 2    | Unidos do Cantagalo                    | Olu Ao Loriki                               |
| 3    | Canários das Laranjeiras               | Axui                                        |
| 4    | Flor da Mina do Andaraí                | Ginga, Remexe, Requebra e Bomboleia         |
| 5    | Unidos da Vila Kennedy                 | Dos Oito aos Oitenta - Namorando pelo Tempo |
| 6    | Sai Como Pode                          | Gênese Eletrônico, o Futuro do Feto         |
| 7    | Boi da Freguesia da Ilha do Governador | Canta Brasil! Samba Brasil!                 |
| 8    | Bloco do China                         | Deus Fez a Natureza Crioula                 |
| 9    | Mocidade de Guararapes                 | Nossa Rainha                                |
| 10   | Difícil É o Nome de Pilares            | Quartel General do Carnaval (Bola Preta)    |
| 11   | Acadêmicos do Vidigal                  | Um Canto de Amor ao Beija-Flor              |
| 12   | Unidos da São Brás                     | Elis... Vive! O Show Tem que Continuar      |
| 13   | Bafo de Bode                           | Mãe África                                  |
| 14   | Quem Fala de Nós não Sabe o que Diz    | "Elis"                                      |
| 15   | Xuxu                                   | Rio de Janeiro: Samba, Praia e Futebol      |

### Grupo 1-B
O desfile foi realizado a partir das 22 horas do sábado, dia 28 de fevereiro de 1987, na Avenida Graça Aranha.
Classificação
Unidos da Villa Rica e Unidos de São Cristóvão atingiram a pontuação máxima de 180 pontos, sendo declarados campeões.
| Legenda: * Sem informação disponível |

| Col. | Bloco                        | Enredo                                           |
| ---- | ---------------------------- | ------------------------------------------------ |
| 1    | Unidos da Villa Rica         | O Reino de Um Rei Negro                          |
| 1    | Unidos de São Cristóvão      | No Reino de Morfeu, Um Sambista Apareceu         |
| 2    | Unidos do Cabral             | Salgueiro: Nem Melhor Nem Pior, Apenas Diferente |
| 3    | Império da Gávea             | Ary Barroso                                      |
| 4    | Boêmios de Inhaúma           | Os Carnavais que Vovô Brincou                    |
| 5    | Custou mas Saiu              | Avenida dos Desfiles - Obrigado, Oscar Niemeyer  |
| 6    | Mocidade de São Matheus      | A Culpa Foi do Correio                           |
| 7    | Corações Unidos da Vila Laíz | Ginga Brasil Moreno - Carnaval 87                |
| 8    | Gavião de Braz de Pina       | Samba Em Tom Maior                               |
| 9    | Coroado de Jacarepaguá       | *                                                |
| 10   | Mataram Meu Gato             | Amor Eu Sou... Neste Embalo Eu Vou               |
| 11   | Dragões de Nilópolis         | É Proibido Jogar                                 |
| 12   | Unidos do Jardim Botânico    | Vida de Operário                                 |
| 13   | Embaixadores da Paulo Ramos  | Histórias e Mitos das Sextas-Feiras              |

### Grupo 2-A
O desfile foi realizado a partir das 22 horas do sábado, dia 28 de fevereiro de 1987, no Boulevard 28 de Setembro, em Vila Isabel.
Classificação
Corações Unidos de Bonsucesso foi o campeão.
| Col. | Bloco                            | Enredo                                 |
| ---- | -------------------------------- | -------------------------------------- |
| 1    | Corações Unidos de Bonsucesso    | Até o Ano que Vem                      |
| 2    | Mocidade de Vicente de Carvalho  | Eu Sou                                 |
| 3    | Boêmios da Vila Aliança          | É Disso que o Povo Gosta               |
| 4    | Mocidade Independente de Inhaúma | Exaltação a Vila Isabel                |
| 5    | Dragão de Camará                 | Mineira Guerreira                      |
| 6    | Namorar Eu Sei                   | Carnavais Vitoriosos da Portela        |
| 7    | Acadêmicos da Abolição           | Berço de Noel em Festa                 |
| 8    | Arame de Ricardo                 | Reminiscências Carnavalescas           |
| 9    | Embalo do Catete                 | Taí                                    |
| 10   | Unidos da Pedra de Guaratiba     | Deu na Cabeça, Vale o que Está Escrito |
| 11   | Unidos da Galeria                | Que País É Esse                        |
| 12   | Bafo do Leão                     | Momento Marcante                       |
| 13   | Turma da Chupeta                 | Legendária Bahia                       |
| 14   | Embalo do Morro do Urubu         | Raça                                   |

### Grupo 2-B
O desfile foi realizado a partir das 22 horas do sábado, dia 28 de fevereiro de 1987, na Rua Dias da Cruz, no Méier.
Classificação
Cem de Nilópolis foi o campeão. Imperial de Botafogo não desfilou.
| Col. | Bloco                  | Enredo                                       |
| ---- | ---------------------- | -------------------------------------------- |
| 1    | Cem de Nilópolis       | Cariocando                                   |
| 2    | Samba como Pode        | Augusto Ruschi                               |
| 3    | Passa a Régua de Bangu | Minha Terra Tem Palmeiras Onde Canta o Sabiá |
| 4    | Força Jovem do Horto   | Caymmi                                       |
| 5    | Mocidade do Lins       | O Carioca                                    |
| 6    | Coração de Éden        | Carnaval, Alegria e Folia                    |
| 7    | Império do Gramacho    | Lenda do Fogo                                |
| 8    | Boêmios do Andaraí     | A Flor, o Espinho e Um Sorriso no Caminho    |
| 9    | Cometas do Bispo       | Carnaval no Reino da Bicharada               |
| 10   | Aventureiros do Leme   | Folias de Debret / Lourenço Lúcio            |
| 11   | Boca na Garrafa        | Enfim Carnaval                               |
| 12   | Bloco do Barriga       | Albino Pinheiro, O Festeiro                  |
| 13   | Imperial de Lucas      | O Importante Rio da Vovó                     |

### Grupo 3-A
O desfile foi realizado a partir das 22 horas do sábado, dia 28 de fevereiro de 1987, na Rua Domingos Lopes, em Madureira.
Classificação
Arrastão de São João foi o campeão.
| Legenda: * Sem informação disponível |

| Col. | Bloco                     | Enredo                              |
| ---- | ------------------------- | ----------------------------------- |
| 1    | Arrastão de São João      | O Reinado Negro da Negra Rainha     |
| 2    | Garrafal                  | Gentil, Um Bravo Guerreiro          |
| 3    | Unidos da Fronteira       | Que Tal Carmen Miranda              |
| 4    | Sangue Jovem              | Os Cânticos Poéticos de Elza Soares |
| 5    | Unidos do Rio Comprido    | Zumbi                               |
| 6    | Chamego de Turiaçu        | E o Espetáculo Continua             |
| 7    | Solta o Bicho             | A Grande Festa                      |
| 8    | Nosso Sonho               | Deus É Brasileiro                   |
| 9    | Vem como Pode             | A Arte Brasileira                   |
| 10   | Rosa de Ouro              | Vermelho 27                         |
| 11   | Unidos da Laureano        | *                                   |
| 12   | Globo de Ouro             | Carrossel de Ilusões                |
| 13   | Cacareco Unidos do Leblon | Cento e Setenta e Um                |
| 14   | Lambe Copo                | Da África ao Valongo                |

### Grupo 3-B
O desfile foi realizado a partir das 22 horas do sábado, dia 28 de fevereiro de 1987, na Estrada da Água Grande, em Vista Alegre.
Classificação
Unidos do Parque Felicidade foi o campeão.
| Legenda: * Sem informação disponível |

| Col. | Bloco                        | Enredo                           |
| ---- | ---------------------------- | -------------------------------- |
| 1    | Unidos do Parque Felicidade  | Rio, Sala de Visitas             |
| 2    | Unidos do Anil               | Quero Ser Criança Outra Vez      |
| 3    | Unidos da Rocinha            | Com Amor e Todo Respeito         |
| 4    | Unidos da Curtição           | Cosme Pinto e Paulo César        |
| 5    | Deixa Comigo                 | O Sonho que Um Artista Descreveu |
| 6    | Roda Quem Pode               | *                                |
| 7    | Unidos de Antares            | *                                |
| 8    | Azul e Branco                | Amor Selvagem                    |
| 9    | Novo Horizonte               | Tem Um Negro na História         |
| 10   | Amizade da Água Branca       | Festas das Frutas                |
| 11   | Mocidade de Rocha Miranda    | Entre o Bem e o Mal Tem Carnaval |
| 12   | Caprichosos de Bento Ribeiro | O Sonho não Acabou               |
| 13   | União da Vila                | Lendas e Mitos da Amazônia       |
| 14   | Baixada do Sapo              | Samba Brasil Moreno              |

### Grupo 4
União da Ilha de Guaratiba foi o campeão.
| Legenda: * Sem informação disponível |

| Col. | Bloco                          | Enredo                                     |
| ---- | ------------------------------ | ------------------------------------------ |
| 1    | União da Ilha de Guaratiba     | Saudade de Asa Branca                      |
| 2    | Mimo de Acari                  | Pra Malandro Nenhum Botar Defeito          |
| 3    | Mocidade de Camará             | Alegria, Alegria                           |
| 4    | Sovaco de Minhoca              | Abre Alas que Lá Vou Eu                    |
| 5    | Surpresa de Realengo           | Glórias de Paulinho da Viola               |
| 6    | Baba do Quiabo                 | De Palmares ao Pagode                      |
| 7    | Paraíso da Alvorada            | Recriando Antigos Carnavais                |
| 8    | Imperatriz Iguaçuana           | Feliz Por Um Dia no Paraíso da Alegria     |
| 9    | Acadêmicos dos Prazeres        | Rio, Berço do Samba, da Arte e da Cultura  |
| 10   | Mocidade Peteca da Paraná      | Rio, Carnaval e Batucada                   |
| 11   | Mocidade do Grajaú             | Nem Tudo Que Se Diz Se Faz                 |
| 12   | Inocentes do Jardim Metrópoles | General da Banda                           |
| 13   | Rouxinol da Penha              | O Arco-Íris e Seus Encantos Multicoloridos |
| 14   | Só Falta Você                  | *                                          |

### Grupo 5
Gaviões de Jacarepaguá foi o campeão. Mocidade Unida do Estácio de Sá não desfilou.
| Col. | Bloco                         | Enredo                                                            |
| ---- | ----------------------------- | ----------------------------------------------------------------- |
| 1    | Gaviões de Jacarepaguá        | Arte Negra na Cultura Brasileira                                  |
| 2    | Mocidade Unida de Vasconcelos | Tem Que Dar Certo                                                 |
| 3    | Pomba Rolou da Boca do Mato   | João Nogueira do Méier para o Mundo                               |
| 4    | Infantes da Piedade           | Zumbi - O Deus Negro                                              |
| 5    | Unidos de Edson Passos        | O Pagode e Seus Guerreiros em Defesa da Música Popular Brasileira |
| 6    | Mocidade de Santa Margarida   | Tem Que Dar Certo                                                 |
| 7    | Flor da Vila Tiradentes       | Contos, Cantos e Encantos de Yo Rubá                              |
| 8    | Acadêmicos de Bento Ribeiro   | Carmen Miranda, 31 Anos de Saudade                                |
| 9    | Três Unidos do Lote XV        | Exaltação à Portela e Império Serrano                             |
| 10   | Estrela do Bairro Magali      | Do Jeito que o Diabo Gosta                                        |
| 11   | Unidos do Gramacho            | As Trutas                                                         |
| 12   | Embalo de Campo Grande        | Recordar É Viver                                                  |
| 13   | Sai Quem Quer                 | João Nogueira o Poeta da Vida                                     |

### Grupo 6
Alegria das Crianças foi o campeão.
| Legenda: * Sem informação disponível |

| Col. | Bloco                         | Enredo                                                      |
| ---- | ----------------------------- | ----------------------------------------------------------- |
| 1    | Alegria das Crianças          | Brasil Verde e Amarelo                                      |
| 2    | Estrela de Madureira          | Sua Excelência o Samba Brasileiro Em Sete Fases e Disfarces |
| 3    | Independente de Jacarepaguá   | Tradições de Uma Raça                                       |
| 4    | Pavão da Vila Rosário         | A Visão de Um Poeta                                         |
| 5    | Luar de Prata                 | Quem É Bom Já Nasce Feito                                   |
| 6    | Coroado de Santa Cruz         | Lendas das Águas - De Waldomiro F. de Castro                |
| 7    | Unidos do Bairro Central      | Alô Bahia, Abenção Menininha                                |
| 8    | União da Vila Realengo        | Contos e Riquezas da Bahia                                  |
| 9    | Mocidade                      | Se Eu Atravessar a Ponte Vou e Não Volto                    |
| 10   | Batutas de Cordovil           | Sou Eu Não Você                                             |
| 11   | Balanço do Jardim Palmares    | *                                                           |
| 12   | Os Brasinhas                  | Balanço mas não Caio                                        |
| 13   | O Carinhoso da Penha Circular | *                                                           |
| 14   | Diplomatas de Anchieta        | *                                                           |

### Grupo 7
Tubarão foi o campeão.
| Legenda: * Sem informação disponível |

| Col. | Bloco                             | Enredo                           |
| ---- | --------------------------------- | -------------------------------- |
| 1    | Tubarão                           | Feliz Cidade                     |
| 2    | Suspiro do Bairro da Praça Seca   | O Mundo do Circo                 |
| 3    | Unidos da São Nicolau             | Quem não Arrisca não Petisca     |
| 4    | Azevedo Unida                     | Iara Maria Saldanha Carvalho     |
| 5    | Hora Certa                        | Faça Humor não Faça Guerra       |
| 6    | Dragão de Irajá                   | A Lenda do Uirapuru              |
| 7    | Universitários de Santa Cruz      | Sinfonia nas Estrelas            |
| 8    | Independente da Praça da Bandeira | Sua Majestade o Samba            |
| 9    | Bole-Bole                         | Rio de Toda Gente                |
| 10   | Anjo da Guarda                    | O Ano do 'C' no País das Ilusões |
| 11   | Unidos da Roquete Pinto           | *                                |
| 12   | Unidos da Vila São Luiz           | *                                |
| 13   | Mocidade do Samba                 | *                                |
| 14   | Glorioso de Marechal Hermes       | *                                |

### Grupo 8
Unidos de Sepetiba foi o campeão.
| Legenda: * Sem informação disponível |

| Col. | Bloco                     | Enredo                                              |
| ---- | ------------------------- | --------------------------------------------------- |
| 1    | Unidos de Sepetiba        | Quase Congelaram o Samba                            |
| 2    | Império da Leopoldina     | De 7 em 7 o Dia 'D' Oh! Maravilha                   |
| 3    | Gavião de Itaguaí         | O Reino de Um Rei Negro                             |
| 4    | Unidos de Vilar dos Teles | Da Princesa Nasceu o Rei                            |
| 5    | Unidos de São Jorge       | Mundo Ilusão                                        |
| 6    | Me Engana que Eu Gosto    | A Nova República                                    |
| 7    | Sentinela de Pilares      | Noites Cariocas                                     |
| 8    | Acadêmicos de São Jorge   | *                                                   |
| 9    | Corações Amigos           | O Poeta em Seu Sonho no Jardim do Éden na Primavera |

## Coretos
O coreto da Rua Guilherme da Silveira venceu a disputa.
| Col. | Coreto                             | Tema                     | Pontos |
| ---- | ---------------------------------- | ------------------------ | ------ |
| 1    | Rua Guilherme da Silveira (Bangu)  | Boitatá, Amor e Carnaval | 297    |
| 2    | Praça Paulo da Portela (Madureira) | Barco da Paz             | 272    |
| 3    | Rua Cônego de Vasconcelos (Bangu)  | Zumbi, Rei dos Palmares  | 237    |

## Frevos carnavalescos
O desfile dos clubes de frevo foi realizado a partir das 18 horas do sábado, dia 28 de fevereiro de 1987, na Avenida Graça Aranha. Bola de Ouro foi o campeão.
| Ordem dos desfiles |
| 1. Vassourinhas 2. Prato Misterioso 3. Pás Douradas 4. Bola de Ouro 5. Batutas da Cidade Maravilhosa 6. Gavião do Mar 7. Toureiros 8. Lenhadores |

## Ranchos carnavalescos
O desfile dos ranchos foi realizado na Avenida Graça Aranha, a partir das 19 horas e 30 minutos da segunda-feira, dia 2 de março de 1987. O rancho Azulões da Torre foi campeão.

## Sociedades carnavalescas
O desfile das grandes sociedades foi realizado na Avenida Grança Aranha entre as 21 horas da terça-feira, dia 3 de março de 1987, e 1 hora e 30 minutos do dia seguinte. Clube dos Independentes foi o campeão.

## Desfile dos Campeões
O Desfile dos Campeões foi realizado no Sambódromo da Marquês de Sapucaí entre as 20 horas e 50 minutos do sábado, dia 7 de março de 1987, e as 10 horas do dia seguinte. Participaram do desfile as quatro escolas mais bem classificadas do Grupo 1, as escolas campeã e vice-campeã do Grupo 2, e os blocos de enredo campeão e vice-campeão do Grupo 1-A. A campeã Mangueira recebeu vaias e aplausos do público.
| Ordem dos desfiles |
| 1. Unidos do Cantagalo 2. Alegria de Copacabana 3. Tradição 4. Unidos da Tijuca 5. Império Serrano 6. Portela 7. Mocidade Independente de Padre Miguel 8. Estação Primeira de Mangueira |